# Yannick Bastos
Yannick Bastos (ur. 30 maja 1993 w Luksemburgu) – luksemburski piłkarz występujący na pozycji skrzydłowego w FC Differdange 03 oraz reprezentacji Luksemburgu.

## Kariera klubowa

### Wczesne lata
Bastos swoją karierę rozpoczął w luksemburskim US Rumelange. W ciągu swojego pierwszego seniorskiego sezonu potrafił strzelić w barwach tej drużyny aż 12 goli w 25 meczach. W 2010 roku przeszedł do Eintrachtu Trewir, jednak w niemieckim klubie nie szło mu już tak najlepiej, chociaż zdołał ustrzelić 3 gole. Po sezonie 2010/2011 wrócił do Rumelange. W 2012 roku podpisał kontrakt z najsłynniejszym klubem w swoim kraju – FC Differdange 03. Z tym zespołem dwukrotnie wygrał Puchar Luksemburga, co przełożyło się również na grę w eliminacjach Ligi Europy.

### Bolton
31 stycznia 2014 roku podpisał półtoraroczny kontrakt z Boltonem. Bastos dołączył do angielskiego klubu za nieujawnioną kwotę odstępnego.

## Kariera reprezentacyjna
Bastos występował w młodzieżowych reprezentacjach Luksemburga, a w 2013 roku zadebiutował w dorosłej reprezentacji.